# Louis Ferdinand Baillard de Beaurevoir
Louis Ferdinand Baillard de Beaurevoir, né le 14 février 1747  au château de Chervil paroisse de Gluiras (Ardèche) et mort en 1801 à Paris, est un général de brigade de la révolution française.

## États de service
Il entre en service en 1767, en qualité de mousquetaire du roi de la 1re compagnie.
Le 1er juillet 1789, il est nommé chef d'escadron, puis chef de brigade le 2 juin 1792 à l'armée du Rhin. Il passe colonel le 26 août 1792 au 2e régiment de carabiniers, et le 1er octobre suivant, il est affecté à l'armée des Vosges. 
Le 1er mars 1793, il commande la cavalerie de la division du général Nevinger, et il est promu général de brigade le 8 mars 1793. Il est suspendu comme noble le 24 septembre 1793, et arrêté le 19 novembre suivant.
Le 6 avril 1795, il est remis en activité, et en juin 1795, il prend le commandement d'une brigade dans la division du général Taponnier à l'armée de Rhin-et-Moselle. Le 14 avril 1796, il est envoyé à l'armée d'Italie, et le 9 juin il commande le dépôt de cavalerie de Milan. Le 14 novembre 1796, il est à la tête de la réserve de cavalerie, et il est blessé à la bataille du pont d'Arcole le 17 novembre suivant. Le 7 décembre 1796, il commande la cavalerie en Lombardie et le 26 mai 1797, il prend le commandement du dépôt de cavalerie à Mantoue.
Il est nommé inspecteur général de la cavalerie de l'armée d'Italie le 15 septembre 1798, et il est mis en congé de réforme le 16 septembre 1801.

## Sources
- « Généraux B », sur thierry.pouliquen.free.fr (consulté le 2 mars 2024)
- http://www.napoleon-series.org/research/frenchgenerals/c_frenchgenerals5.html
- http://www.archivesnationales.culture.gouv.fr/chan/chan/pdf/sm/PV6ind1.pdf
- Docteur Robinet, Jean-François Eugène et J. Le Chapelain, Dictionnaire historique et biographique de la révolution et de l'empire, 1789-1815, volume 2, Librairie Historique de la révolution et de l’empire, 900 p. (lire en ligne), p. 127.
- (pl) « Napoléon.org.pl »